# Dandys Flow
Dandys Flow – album studyjny polskiego zespołu hip-hopowego Dwa Sławy. Wydawnictwo ukazało się 20 stycznia 2017 roku nakładem wytwórni muzycznej Embryo Nagrania.
Nagrania były promowane teledyskami do utworów „A może by tak?”, „!#@%& (Furia)”, „Catering” i „Zabierz mnie gdzieś”.
Album zadebiutował na 1. miejscu polskiej listy przebojów – OLiS.

## Lista utworów
Opracowano na podstawie materiału źródłowego.
| 1. „Catering” (produkcja: Marek Dulewicz) 2. „Piotr Pan” (produkcja: B.Melo) 3. „ATCS” (produkcja: Dryskull) 4. „!#@%&” (produkcja: Sodrumatic) 5. „Tough love” (produkcja: Marek Dulewicz, gościnnie: Paweł Łankiewicz, Tede) 6. „Mogłoby się wydawać” (produkcja: Marek Dulewicz) 7. „Zabierz mnie gdzieś” (produkcja: Julas) 8. „Estrogen” (produkcja: No Echoes, scratche: DJ Flip) |  | 1. „Goździkowa” (produkcja: Deemz) 2. „Oho” (produkcja: Marek Dulewicz) 3. „Pengaboys” (produkcja: P.A.F.F.) 4. „Biała kredka” (produkcja: Marek Dulewicz) 5. „Bo nie odmienisz” (produkcja: Marek Dulewicz, scratche: DJ Flip) 6. „1000 m” (produkcja: Marek Dulewicz) 7. „A może by tak?” (produkcja: Marek Dulewicz) 8. „Outro” (produkcja: Marek Dulewicz, gościnnie: Chercheń, Bartek Łańduch) (Utwór ukryty) |

## Certyfikat
| Kraj          | Certyfikat  | Sprzedaż |
| ------------- | ----------- | -------- |
| Polska (ZPAV) | złota płyta | 15 000+  |